# Brita Ulfberg
Brita Teresia Ulfberg, född 27 januari 1929 i Västerås, är en svensk skådespelare och scripta. Hon studerade vid Norrköping-Linköping stadsteaters elevskola 1951-1954.
Hon är gift med Urban Rydén, med vilken hon har två barn.

## Filmografi roller
- 1949 – Lattjo med Boccaccio
- 1950 – Stjärnsmäll i Frukostklubben
- 1951 – Starkare än lagen
- 1951 – Spöke på semester
- 1954 – En natt på Glimmingehus
- 1954 – Gula divisionen

## Teater

### Roller
| År   | Roll        | Produktion                                                           | Regi           | Teater                           |
| ---- | ----------- | -------------------------------------------------------------------- | -------------- | -------------------------------- |
| 1948 | Medverkande | Oh, eller Olympiska hetsen, revy Stig Bergendorff och Gösta Bernhard | Gösta Terserus | Casinoteatern                    |
| 1951 |             | Robespierre Rudolf Värnlund                                          | Johan Falck    | Norrköping-Linköping stadsteater |
| 1952 |             | Drömresan Gunnar Falk                                                | Sture Ericson  | Norrköping-Linköping stadsteater |
| 1952 | Lorna       | Jane W. Somerset Maugham                                             | Keve Hjelm     | Norrköping-Linköping stadsteater |
| 1952 | Kunigunda   | Askungen Charlotte B Chorpenning                                     | Sture Ericson  | Norrköping-Linköping stadsteater |
| 1953 |             | Peer Gynt Henrik Ibsen                                               | Johan Falck    | Norrköping-Linköping stadsteater |
| 1953 | Norah       | Ljuva ungdomstid Eugene O’Neill                                      | Rune Carlsten  | Norrköping-Linköping stadsteater |
| 1953 |             | Skattkammarön Robert Louis Stevenson                                 | Sture Ericson  | Norrköping-Linköping stadsteater |
| 1953 | Betty       | Tolvskillingsoperan Bertolt Brecht och Kurt Weill                    | John Zacharias | Norrköping-Linköping stadsteater |
| 1953 | Sibyl Chase | Jag älskar dig, markatta! Noël Coward                                | John Zacharias | Norrköping-Linköping stadsteater |